# Hrabivnîțea, Starîi Sambir
Hrabivnîțea (în ucraineană Грабівниця) este un sat în comuna Nove Misto din raionul Starîi Sambir, regiunea Liov, Ucraina.

## Demografie
Componența lingvistică a localității Hrabivnîțea
     Ucraineană (98,18%)
     Alte limbi (0,61%)
Conform recensământului din 2001, majoritatea populației localității Hrabivnîțea era vorbitoare de ucraineană (98,18%), existând în minoritate și vorbitori de polonă (1,21%).